# Bibio illaudatus
Bibio illaudatus är en tvåvingeart som beskrevs av Hardy 1961. Bibio illaudatus ingår i släktet Bibio och familjen hårmyggor.
Artens utbredningsområde är Nya Kaledonien. Inga underarter finns listade i Catalogue of Life.